# أشرف نعالوة
أشرف وليد سليمان نعالوة (24 فبراير 1995 – 13 ديسمبر 2018) شاب فلسطيني طارده الجيش الإسرائيلي 65 يومًا نتيجة تنفيذه عملية منطقة بركان الصناعية الشهيرة بتاريخ 7 أكتوبر 2018 والتي قتل فيها مستوطنين اثنين وأصيب آخر بجروح خطيرة، وقد اغتالته القوات الإسرائيليّة الخاصّة بتاريخ 13 ديسمبر 2018 بعد اشتباك مسلح.

## النشأة والتحصيل العلمي
وُلِد أشرف وليد سليمان نعالوة بتاريخ 24 فبراير 1995 في مدينة طولكرم شمال الضفّة الغربيّة. تلقّى تعليمه الأساسي والإعدادي والثانوي في مدارس المدينة، وحصل على شهادة الثانوية العامة في الفرع التجاري عام 2013 من مدرسة إحسان سمارة الثانوية بالمدينة.

## ما بعد العملية
بدأ جيش الاحتلال الإسرائيلي مُطارة نعالوة الذي فرّ من المكان، حيث نصب حواجز طيّارة، وأغلق حواجزه وداهم بلدات عديدة في شمال الضفة الغربية. بالإضافة إلى ذلك، اعتقل جيش الاحتلال والدي نعالوة وشقيقه وشقيقته وزوجها، وأصدر لوائح اتهام بحقهم.
ودفع الجيش الإسرائيلي بالمئات من جنوده إلى مدينة طولكرم وبخاصة حي شويكة في المدينة؛ حيث يقع منزل أشرف هناك، وقام جيش الاحتلال الإسرائيلي بفرض سياسة العقاب الجماعي، والمحاصرة، والاقتحامات اليومية المتكررة، كما ألقت طائراته مناشير ورقية تُهدد كل من يساعد نعالوة. في 17 ديسمبر 2018 هدمت القوّات الإسرائيليّة منزل عائلته.

## اغتياله
ذكر بيان القوات الإسرائيلية إن قوة خاصة إسرائيلية اقتحمت مخيم عسكر الجديد بتاريخ 13 ديسمبر 2018 وحاصرت منزلًا وسط إطلاق كثيف للنار، الأمر الذي أدى إلى مقتل أشرف، وما زالت إسرائيل تحتجز جثمانه حتى اليوم.

## بناء منزل جديد
أعلنت بلدية طولكرم في يوم الجمعة 21 ديسمبر 2018، عن تبرعها بمبلغ 10,000 دينار أردني من أجل بناء منزل جديد لعائلة أشرف، وذلك بجوار المنزل الذي جرى هدمه، كما قامت بلدية طولكرم بعمل كافة التصاميم والمخططات الهندسية للمنزل الجديد، بما في ذلك أيضًا التراخيص والإشراف الهندسي. في ضوء ذلك اتهمت إسرائيل بلدية طولكرم بدعم «الإرهاب» و«الإرهابيين».